# Wjatscheslaw Konstantinowitsch von Plehwe

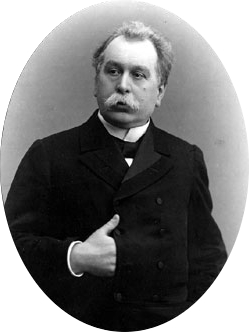
W.K. von Plehwe

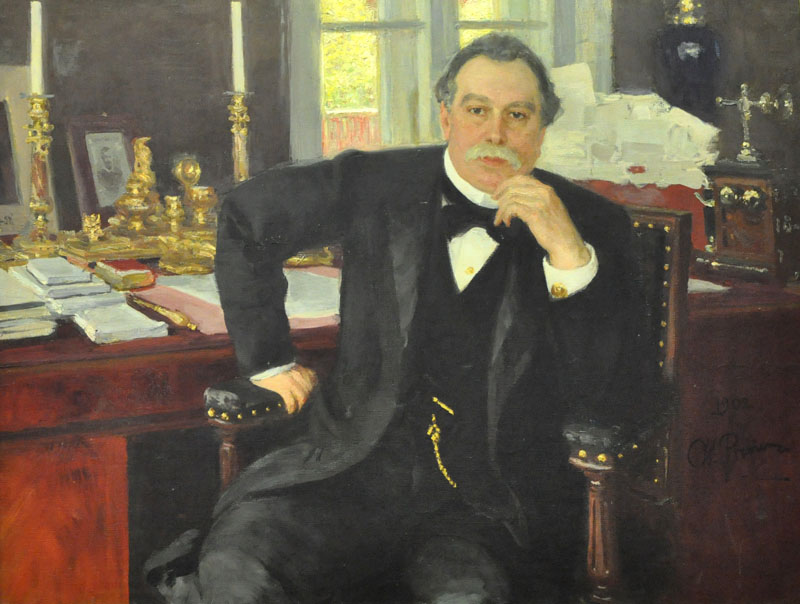
Wjatscheslaw Konstantinowitsch von Plehwe, Ölgemälde von Ilja Jefimowitsch Repin (1902)

Wjatscheslaw Konstantinowitsch von Plehwe (russisch Вячеслав Константинович фон Плеве, wiss. Transliteration Vjačeslav Konstantinovič fon Pleve; * 8. Apriljul. / 20. April 1846greg. in Meschtschowsk; † 15. Julijul. / 28. Juli 1904greg. in Sankt Petersburg) war Minister des Innern im Russischen Reich und Opfer eines Attentats der Sozialrevolutionäre.

## Leben
Wjatscheslaw Konstantinowitsch Plehwe stammte aus einem ostpreußischen Adelsgeschlecht. Er machte in den 1880er Jahren im Justiz- und Polizeidienst Russlands Karriere. Er wurde 1899 Staatssekretär für Finnland, dessen Autonomie in ihm einen Gegner fand. 1902 wurde er Innenminister und bekämpfte mit schärfsten polizeilichen Mitteln die revolutionären und auch alle liberalen Tendenzen. 1903 denunzierte er den Finanzminister Sergei Juljewitsch Witte beim Zaren Nikolaus II. als Teilnehmer einer angeblichen jüdischen Verschwörung und erreichte so dessen Absetzung.
Plehwe gilt als treibende Kraft und Befürworter des Russisch-Japanischen Krieges. Witte berichtet in seinen Erinnerungen über eine Unterhaltung mit Kriegsminister Kuropatkin, in dem folgende Aussage überliefert wurde     

„Alexei Nikolajewitsch, Sie kennen die innere Situation in Russland nicht. Um die Revolution abzuwenden, brauchen wir einen kleinen, siegreichen Krieg“

Ein Manifest der sozialrevolutionären Parteizentrale klagte ihn für „Verbrechen gegen Volk und Vaterland, gegen Zivilisation und Menschheit“ an und zudem, „viele tapfere Vorkämpfer des Rechts und der Freiheit aufs Schafott geschickt oder lebendig in den Grüften unserer Bastillen begraben“ zu haben. In dem „Urteil“ wurde ihm bescheinigt, „das Pflaster unserer Industriezentren mit Proletarierblut zu überschwemmen“ und neben der Verfolgung von Minderheiten (Polen, Armenier, Pogrom von Kischinjow) den Russisch-Japanischen Krieg initiiert zu haben.
Plehwe wurde am Morgen des 28. Juli 1904 in seiner Kutsche auf dem Weg vom Polizeidepartement an der Fontanka zum Warschauer Bahnhof in St. Petersburg auf dem Ismailowskij-Prospekt im Süden der Stadt mit einer Bombe samt Kutscher und Pferden getötet. Ein Leibwächter, der Plehwe auf dem Fahrrad begleitet hatte, überlebte schwer verletzt. Einer der Attentäter, Jegor Sergejewitsch Sosonow, wurde zu lebenslangem Zuchthaus verurteilt. Ein weiterer Beteiligter, Iwan Kaljajew, verübte wenige Monate später ein weiteres Attentat auf Großfürst Sergei Alexandrowitsch Romanow.
Das Attentat war von Jewno Asef und Boris Sawinkow vorbereitet worden. Auch Plehwes Vorgänger Dmitri Sipjagin war, am 15. April 1902, bei einem Attentat getötet worden.

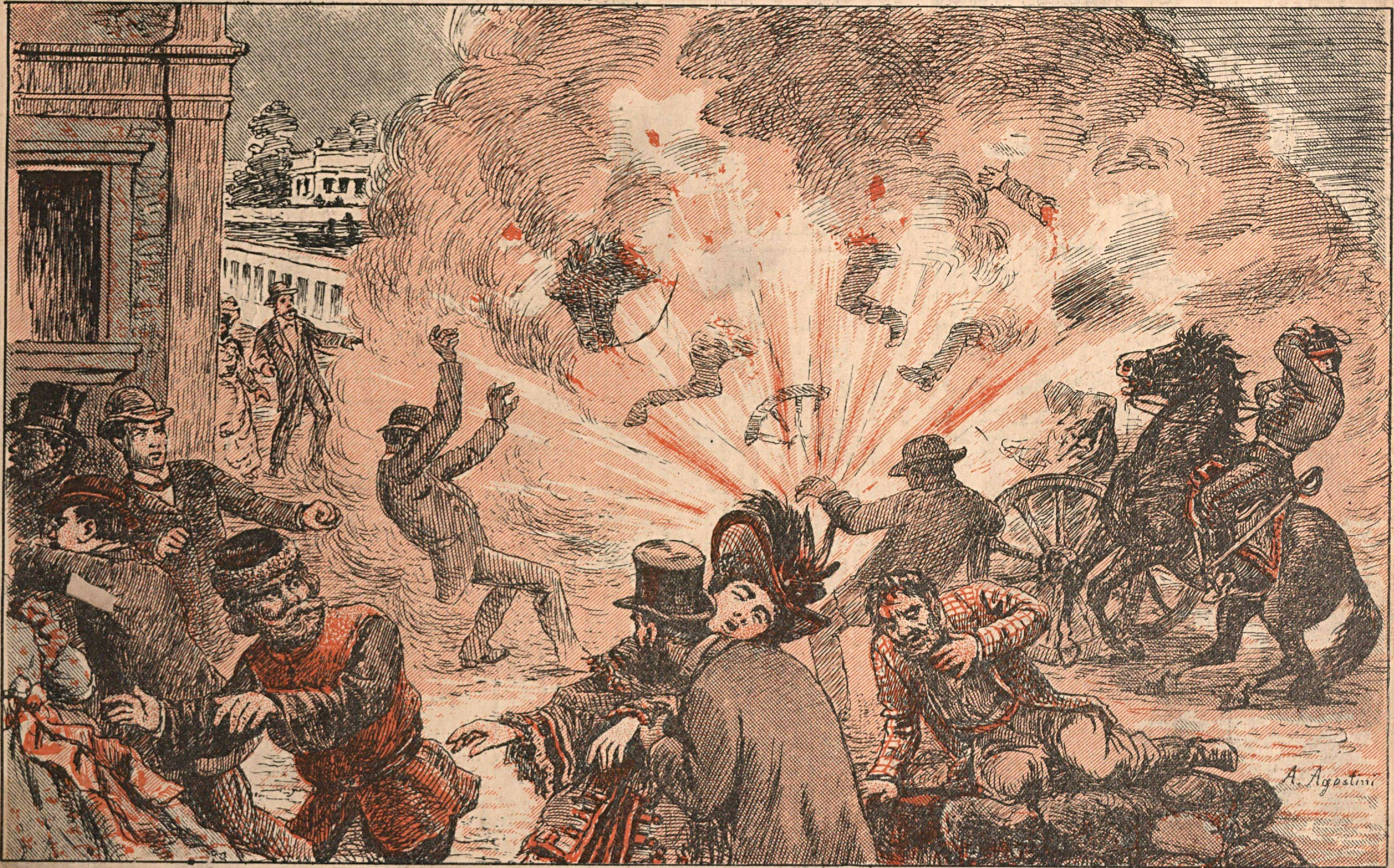
Ermordung von Herrn Plehve (Angelo Agostini, in O Malho (Rio de Janeiro), 1904).
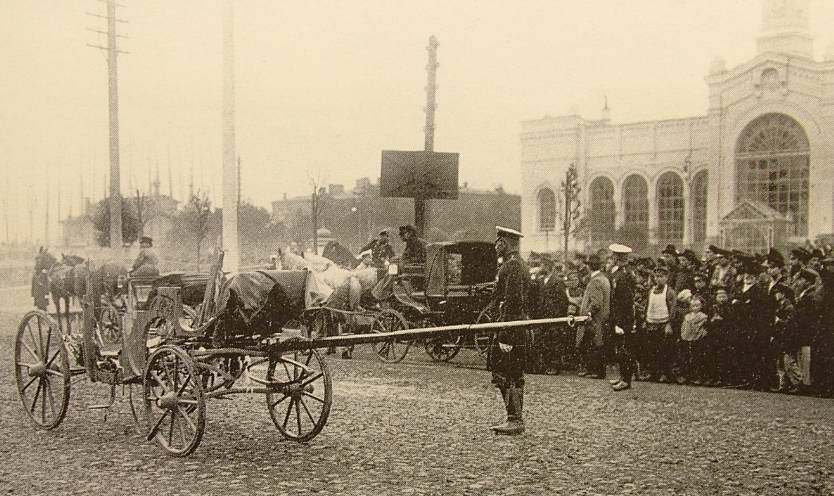
Tatort des Anschlags in Sankt Petersburg am 15. Juli 1904